# Otto Dörzbach
Otto Dörzbach (* 1920; † September 1989 in Heidelberg) war ein deutscher Architekt.

## Leben und Werk
Dörzbach arbeitete ab 1946 mit Otto Bartning zusammen, zunächst als Mitarbeiter in Bartnings Büro in Neckarsteinach beim Notkirchenprojekt – Bartning entwarf zusammen mit Dörzbach das Bauprogramm. Ab 1950 war er Partner von Bartning in dem gemeinsamen Architekturbüro in Heidelberg. Bartning verlegte seinen Wohnsitz 1950 nach Darmstadt, während Dörzbach in Heidelberg blieb. Dörzbach war vor allem für die Organisation des Büros zuständig. Alle Bauten Bartnings, die nach 1950 entstanden, wurden in dieser Zusammenarbeit geplant und ausgeführt.
Die Frauenklinik in Darmstadt, die im August 1954 eröffnet wurde, zählt zu den Darmstädter Meisterbauten. Es handelt sich um ein sechsgeschossiges Gebäude an der Bismarckstraße. Heute trägt der Bau den Namen „Otto-Bartning-Bau“.
Nach einem Entwurf von Bartning und Dörzbach entstand 1955–1956 das Bau-Muster-Haus an der Rheinstraße in Darmstadt, das als Ausstellungshalle mit ständigen Musterschauen für Baustoffe, Bauteile, Zubehör und Einrichtungsgegenständen und wechselnden Sonderschauen diente. Das Gebäude wurde Ende der 1970er Jahre zugunsten eines Hotelkomplexes abgerissen.
Nach Bartnings Tod im Februar 1959 führte Dörzbach das Büro unter seinem Namen weiter und beendete die angefangenen Projekte. Dazu gehörten die Deutsche Schule in Lissabon, der Wiederaufbau der Dreifaltigkeitskirche (Reformations-Gedächtnis-Kirche zur Heiligen Dreifaltigkeit) in Worms, der Himmelfahrtkirche in Berlin-Gesundbrunnen und der Luther-Notkirche in Köln. Den Entwurf für den Turm der Erlöserkirche in Marl schuf Dörzbach allein.